# Sjurjuktjach (affluente della Indigirka)
Il Sjurjuktjach (in russo Сюрюктях?) è un fiume della Siberia Orientale, affluente di sinistra dell'Indigirka. Scorre nella Sacha (Jacuzia), in Russia.
Il fiume ha origine dalla confluenza dei due rami sorgentizi; Chastach (Хастах) e Nachatta (Нахатта) che scendono dai monti Čerskij e scorre in direzione est. Sfocia nell'Indigirka a una distanza di 1 002 chilometri dalla foce. La sua lunghezza è di 49 km (213 km, se sommato alla lunghezza del Chastach), l'area del bacino è di 4 290 km².